# Luitenant van Uchelen
Luitenant van Uchelen (begin 19e eeuw) was een Nederlands militair die in juni 1815 gevangen werd genomen door het leger van keizer Napoleon Bonaparte. Tijdens en na de terugtocht van het Franse leger slaagde hij erin Charleroi (Zuidelijke Nederlanden) onder controle te krijgen. In Charleroi bemachtigde hij de achtergelaten portefeuille van Napoleon (1815).

## Familie
Er zijn geen data over zijn leven bekend. Het blijft onduidelijk wat de relatie is tussen luitenant van Uchelen en zijn tijdgenoot en naamgenoot, majoor Hendrikus van Uchelen (1790-1840) uit het patriciërsgeslacht van Uchelen.

## Levensloop

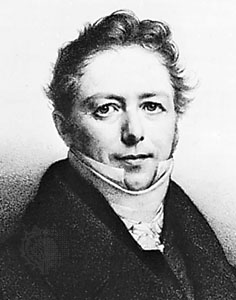
Fain bezat de "portefeuille" van Napoleon Bonaparte

Luitenant van Uchelen was een Nederlandse officier. Hij werd krijgsgevangene in het leger van keizer Napoleon Bonaparte, keizer der Fransen. De Fransen namen hem gevangen op 17 juni 1815, aan de vooravond van de Slag bij Waterloo (18 juni 1815). Op 18 juni 1815, de dag van de veldslag, werd van Uchelen overgebracht naar de gevangenis van Charleroi. Na de overwinning van de Zevende Coalitie trokken de Fransen zich in horden terug, richting Franse grens. Het was een chaotische terugtocht. Franse soldaten troepten in de grootste wanorde samen in Charleroi (19 juni 1815). Nog geen 48 uur tevoren had Napoleon in de stad overnacht met medewerkers en enkele generaals.
De Fransen liepen mekaar voor de voeten in en rond Charleroi. Vooral in de steile afdaling van het centrum naar de rivier de Samber zat het vast. Karren haakten in elkaar en blokkeerden de doorgang. Aan die ene brug over de Samber ging het er gewelddadig aan toe. De angst om in handen te vallen van de Pruisen vergrootte de paniek. Ook de koets van Napoleon reed zich vast in de straten van Charleroi. Hij stapte uit en moest verder te paard. Enkele burgers graaiden naar diamanten die lagen in de lege koets. In de chaos keken de Fransen niet meer om naar van Uchelen. Van Uchelen ontsnapte uit de gevangenis (19 juni 1815). Van Uchelen verzamelde enkele gewapende burgers rond zich. Het werd een militie in Charleroi die plunderaars aanpakte en de openbare orde probeerde te houden. Hij bracht een twaalftal kanonnen in veiligheid. Ook kostbaarheden verborg hij voor de plunderaars.
In de namiddag van 19 juni 1815 kwamen de eerste Pruisische militairen aan in Charleroi. Ze troffen er van Uchelen aan, aan het hoofd van de militie. Luitenant van Uchelen stelde zich voor als commandant van Charleroi. De Pruisen konden overal nog de sporen van plunderingen zien.
Van Uchelen speelde ongewild een belangrijke rol door een portefeuille van documenten van keizer Napoleon door te sturen naar Brussel. Het was een bundel documenten van baron Fain (1778-1836), privé-secretaris van keizer Napoleon. Fain had in een huis bij particulieren in Charleroi overnacht. Op zijn vlucht had hij een portefeuille achtergelaten. Het ging om historisch waardevolle correspondentie: rapporten van politieprefecten, brieven van de keizer aan generaals en ministers, nota’s van Fain zelf en dit allemaal uit de laatste dagen voor de Slag bij Waterloo. Deze documenten werden datzelfde jaar nog gepubliceerd in Parijs, onder de titel Porte-Feuille de Buonaparte.